# Eric Frattini
Eric Frattini (Lima, 15 de dezembro de 1963) é um jornalista investigativo,  analista político,  conferencista, ensaísta, romancista e roteirista de televisão  hispano-peruano.

## Biografia
Eric Frattini foi correspondente no Médio Oriente e residiu em Beirute e Jerusalém. É autor de mais de uma vintena de ensaios, entre os quais se conta Os Papas e o Sexo e o  Mossad. A sua obra foi traduzida para várias línguas e editada em 47 países. Tem dado cursos e palestras sobre segurança e terrorismo islâmico para diferentes forças policiais, de segurança e de inteligência da Grã-Bretanha, Portugal, Roménia, Espanha e Estados Unidos.
Tem ligações pessoais com Jorge Silva Carvalho, ex-diretor do Serviço de Informações Estratégicas de Defesa (SIED), o qual escreveu o prólogo de CIA: Jóias de Família, seu último livro publicado em Portugal. Também é ligado a agentes da Polícia Judiciária e dos serviços secretos portugueses, bem como aos militares.
Tem um grande amigo português o Pedro Miguel Abreu, que trata-o como irmão.[carece de fontes?]

### Expedições de solidariedade
Em 2015 decidiu organizar expedições de solidariedade. Em Setembro do mesmo ano, decidiu organizar a expedição Reto Pelayo Vida contra o cancro da mama, ele subio o Monte Kilimanjaro com cinco mulheres que sofreram desta doença.
Em Novembro de 2016 ele cruzou o Oceano Atlântico em 13 dias e 8 horas, dentro do projecto Reto Pelayo Vida  com cinco mulheres que tiveram câncer de mama.

## Escritor e jornalista
Frattini especializou-se em questões relacionadas com o terrorismo e o Vaticano. Confessa  que  usa a escrita como uma arma para lutar contra os meandros escuros do poder político e económico.
Realizador e guionista de dezenas de documentários de investigação para as principais cadeias espanholas de televisão, colabora assiduamente em diferentes programas de rádio e TV. Ministra frequentemente cursos e conferências sobre segurança e terrorismo islâmico a várias forças policiais, de segurança e inteligência de Espanha, Grã-Bretanha, Portugal, Roménia e Estados Unidos.
Sua extensa obra em jornalismo de investigação levou-o a prever acontecimentos envolvendo o Vaticano, como quando  previu a retirada de Benedicto XVI em seu livro  Los cuervos del Vaticano, muito antes de alguém saber disso fora dos muros do Vaticano.
Actualmente tem um grande dossiê de documentos da CIA em Portugal, no que resultou no livro Portugal Visto pela CIA.
Dia 02 de Março de 2017 lançou o seu novo livro "A Manipulação da Verdade" - Bertrand Editora, a apresentação da obra estará a cargo de Luís Naves.
No seu livro Ahnenerbe: Os cientistas de Hitler de Bertrand Editora outubro de 2021, o animador das tardes da Rádio Comercial Diogo Beja escreveu: "Ficamos todos um pouco mais ricos quando lemos os livros do Eric Frattini."

## Obras
Frattini é autor de mais de vinte livros, muitos deles traduzidos para vários idiomas e publicados em diferentes países, tais como Portugal, Itália, França, Romênia, Bulgária, Polônia, Rússia, Brasil, Estados Unidos, Grã-Bretanha, Irlanda, Canadá e Austrália.

### Ensaios
- La Entrevista, El Arte y la Ciencia (1994)
- Tiburones de la Comunicación (1996)
- Guia Básica del Comic (1998)
- Guia de las Organizaciones Internacionales (1998)
- Osama bin Laden La Espada de Alá (2001)
- Mafia S.A. 100 años de Cosa Nostra (2002) ISBN 9788467017533- Traduzido para o português sob o título de "Cosa Nostra - Um século de história da Máfia", Bertrand Editora, ISBN 9789722524575
- Irak, el Estado incierto (2003) ISBN 9788467004113
- Secretos Vaticanos (2003) ISBN 9788441414082 – Traduzido para o português do Brasil sob o título de “O Mundo Secreto dos Papas, - De São Pedro a Bento XVI” (Novo Século, 2005), ISBN 9788576790259.
- La Santa Alianza, cinco siglos de espionaje vaticano (2004) ISBN 9788467018936 – Traduzido para o para o português de Portugal sob o título de “A Santa Aliança, Cinco Séculos de Espionagem do Vaticano” (Campo das Letras, 2006) ISBN 9789726109846 e para o português do Brasil sob o título de “A Santa Aliança, Cinco Séculos de Espionagem no Vaticano” (Boitempo Editorial, 2009) ISBN 9788575591291
- ONU, historia de la corrupción (2005) ISBN 9788467019339 -  Traduzido para o português
- Secretos Vaticanos, De San Pedro a Benedicto XVI (2003) -  Traduzido para o português
- CIA, Historia de la Compañía (2006) EDAF. ISBN 84-414-1707-5
- KGB, Historia del Centro (2005)
- MOSSAD, Historia del Instituto (2005)
- MI6, Historia de la Firma (2005)
- Kidon, Los verdugos del Mossad (2006)
- La Conjura, Matar a Lorenzo de Medici (2006) ISBN 9788467022100
- El Polonio y otras maneras de matar, Así asesinan los servicios secretos (2006)
- Los Espias del Papa (2008) -  Traduzido para o português
- CIA, Joyas de Familia (2008) - Traduzido para o português "CIA - Jóias de Família" Bertrand Editora - Prólogo de Jorge Silva Carvalho
- Los Papas y el Sexo. De san Pedro a Benedicto XVI (2010) ISBN 978-84-670-3210-9 -  Traduzido para o português "Os Papas e o Sexo" Bertrand Editora
- Mossad, los verdugos del Kidon (2011) ISBN 978-84-938718-6-4 - Traduzido para o português "Mossad - Os Carrascos do kidon" Bertrand Editora
- Los cuervos del Vaticano. Benedicto XVI en la encrucijada (2012) ISBN 978-84-670-0939-2  - Traduzido para o português "Os Abutres do Vaticano" Bertrand Editora
- Italia, sorvegliata speciale (2013) ISBN 978-88-6833-029-3
- La CIA en el Vaticano. De Juan Pablo II a Francisco (2014) ISBN 978-88-200-5663-6
- Muerte a la Carta. 50 últimas cenas de 50 grandes personajes de la historia (2014) ISBN 978-84-943301-0-0 Prólogo de Juan Echanove
- ¿Murió Hitler en el búnker? (2015) ISBN 978-84-9998-474-2
- La CIA en el Vaticano. De Pius XII a Francisco (2016) ISBN
- La isla del día siguiente. Crónica de una travesía por el Océano Pacífico (2016) ISBN Prólogo de Diego Fructuoso
- A Manipulação da Verdade - Bertrand Editora (2017) Espanha e Portugal
- La huida de las ratas -  2018 (Espanha) Editorial Espasa Temas De Hoy Ediciones
- Los Científicos de Hitler. Historia de la Ahnenerbe (2021) Bertrand 2021
- Mossad el largo brazo de Israel (2021)
- A Conspiração para Matar Lourenço de Médicis (Bertrand -Portugal 2022)

### Romances
- El Quinto Mandamiento (2007)
- El Laberinto de Agua (2009)  Traduzido para o português
- El Oro de Mefisto (2010) ISBN 978-84-670-3422-6 -  Traduzido para o português "Ouro do Inferno" Porto Editora
- La lenta agonía de los peces (2013) ISBN 978-84-670-2864-5

El Quinto Mandamiento e El Laberinto de Agua, foram ambos traduzidos para 14 línguas.

## Ligações Externas
- Página oficial de Eric Frattini
- Blog oficial
- Eric Frattini no X